# Mary Millington
Mary Ruth Maxted (nascuda Quilter; 30 de novembre de 1945 - 19 d'agost de 1979), conegut professionalment com a Mary Millington des de 1974 en endavant, era una model i actriu pornogràfica anglesa. La seva aparició a la pel·lícula softcore Sex is My Business la va portar a reunir-se amb l'editor de la revista David Sullivan, que la va promocionar com a model i la va presentar a la comèdia softcore Come Play With Me, que va batre rècord durant quatre anys al mateix cinema. Tanmateix, en els seus darrers anys es va enfrontar a la depressió i la pressió de les freqüents batudes policials al seu sex-shop. Després d'una espiral descendent d'addicció a les drogues, robatoris i deutes, va morir a casa d'una sobredosi de medicaments i vodka. Tenia 33 anys.
Millington ha estat descrita com una de les "dues estrelles de cinema sexual britànic més populars dels anys setanta", l'altra és Fiona Richmond.

## Primers anys
Mary Ruth Quilter va néixer fora del matrimoni el 30 de novembre de 1945, criada per la seva mare soltera, Joan Quilter (19 de febrer de 1914 - 17 de maig de 1976), inicialment a Willesden i més tard a Mid Holmwood prop de Dorking, creixent sense el seu pare, John William G. Klein (1899-1973), Mary va patir assetjament a l'escola per ser il·legítima i va patir baixa autoestima durant la seva infància i adolescència. Va deixar l'escola als 15 anys el 1961, i als 18 anys el 1964 es va casar amb Robert Maxted i va viure a Dorking. Va haver de curar la seva mare amb una malaltia terminal durant deu anys i va començar la seva carrera en la pornografia per pagar la cura de la seva mare. Havia volgut ser model, però no era prou alta. En canvi, es va convertir en model de fotografia glamour a finals dels anys 60.

## Carrera
Poc després de convertir-se en una model fotogràfica, va conèixer el fotògraf de moda i pornògraf John Jesnor Lindsay, que es va oferir a fotografiar-la per a revistes softcore. Es va convertir en una de les seves models més populars i va començar a aparèixer en cicles de pel·lícules pornogràfiques hardcore de 8 mm que es van vendre bé a Europa. Una de les seves primeres pel·lícules va ser Miss Bohrloch el 1970. Miss Bohrloch va guanyar el premi Golden Phallus al Wet Dream Festival celebrat el novembre de 1970 a Amsterdam. Maxted va protagonitzar una vintena de curtmetratges hardcore per a John Lindsay, encara que només cinc (Miss Bohrloch, Oral Connection, Betrayed, Oh Nurse i Special Assignment) han ressorgit fins ara. Després va tornar a fer de model per a revistes pornogràfiques britàniques com ara Knave i Men Only. També va aparèixer en curtmetratges softcore de Russell Gay (Response, 1974), Mountain Films (Love Games, Wild Lovers) i Harrison Marks (Sex is My Business, c.1974).
Sex is My Business es va rodar un dissabte a la nit a una sex-shop al Coventry Street de Londres. La història tracta d'un poderós afrodisíac deixat caure per un client, la potència del qual fa que el personal de la botiga i els clients es tornin bojos. Maxted, vestida amb un vestit curt transparent, és el principal focus d'atenció de la pel·lícula, interpretant un membre del personal que arrossega un client a la cambra del darrere per fer una mica de sexe en diverses posicions, encenent atentament la càmera CCTV de la botiga perquè altres puguin veure'ls. Sex is My Business es va considerar com una pel·lícula perduda fins que es va localitzar una impressió de xuper-8 i es va transferir de manera privada a DVD el 2008. La pel·lícula va fer el seu debut a Internet posteriorment el 26 de juliol de 2008 al lloc (ara desaparegut) ZDD Visual Explosion. L'any 2010  Sex is My Business  es va incloure com a característica especial a la reedició en DVD de Come Play With Me.
El febrer de 1974, Maureen O'Malley, la seva coprotagonista a Sex is My Business la va presentar a l'editor de revistes per a adults David Sullivan. Tot i que encara estava casada, la parella es va convertir en amants. Quilter havia utilitzat molts noms artístics i àlies diferents durant la seva carrera en la pornografia fins al 1974, fins que Sullivan la va canviar de nom com a Mary Millington. En la seva primera aparició a la revista Whitehouse de Sullivan, va afirmar que era la germana nimfòmana bisexual de l'editora de la revista Doreen Millington, i així va donar a Mary el seu nou nom artístic. Es va fer coneguda gràcies a les seves aparicions a les revistes pornogràfiques de Sullivan com Whitehouse i Private. Aviat es va convertir en la model més popular de qualsevol de les revistes de Sullivan. El novembre de 1977, els magistrats la van absoldre a ella i a Sullivan després de processar-los sota les Obscene Publications Acts.
Va tenir un petit paper a la comèdia sexual Come Play with Me de Sullivan del 1977, juntament amb Alfie Bass i Irene Handl Tot i que va ser criticada, la pel·lícula va tenir un gran èxit, i es va projectar ininterrompudament durant quatre anys en un cinema de Londres. Aleshores es va convertir en una de les primeres pel·lícules britàniques que es va vendre en gran quantitat al nou format VHS. La va seguir un paper més important a The Playbirds (1978), en què va ser seleccionada com a dona policia que treballava encoberta com a model nua. Tot i que la seva manca de formació d'actuació era evident, "The Playbirds" va ser un èxit comercial. Igual que Come Play with Me, va ser molt seguida a les revistes de Sullivan. Va fer moltes aparicions públiques en aquest temps, promocionant les seves pel·lícules als cinemes regionals, obrint botigues i restaurants i recaptant diners per al People's Dispensary for Sick Animals. Al cim de la seva fama, també treballava darrere del taulell de les sex-shop de Sullivan, principalment a la botiga Whitehouse Norbury. Va continuar treballant com a call girl, cosa que havia fet des dels seus primers dies de model. Després va fer un cameo a Confessions from the David Galaxy Affair (1979), que va ser un fracàs, i va interpretar el paper principal a Queen of the Blues (1979). Va aparèixer en altres pel·lícules de sexe com Eskimo Nell (1975), Intimate Games (1976) i What's Up Superdoc! (1978) de Derek Ford.
L'abril de 1978, Millington i l'actriu de Come Play With Me Suzy Mandel van participar en un acte publicitari per l'aniversari de l'estrena de la pel·lícula al Moulin Cinema, posant en llenceria a la marquesina. El maig de 1978, Millington va ser fotografiada en topless fora del 10 Downing Street. Estava posant per una foto innòcua amb un policia quan va decidir obrir-se la cremallera de la part superior i exposar els pits per la fotografia. Això va sorprendre a les persones presents, entre elles Suzy Mandel, el fotògraf de Whitehouse George Richardson (que va fer la foto) i el policia (que va intentar confiscar la pel·lícula). Segons la biografia de Millington de Simon Sheridan, "Per aquesta acrobàcia, Mary va ser donada de baixa condicional i obligada a mantenir la calma".
El rodatge de l'última aparició cinematogràfica de Millington va tenir lloc a principis i mitjans de 1978. Va interpretar Mary a la pel·lícula sobre els Sex Pistols The Great Rock 'n' Roll Swindle, dirigida per Julien Temple, que es va estrenar a les sales el març de 1980. Tanmateix, ni ella ni el seu coprotagonista estrella del punk rock Sid Vicious van viure fins a veure la finalització de la pel·lícula. Liz Fraser, una de les seves coprotagonistes a la pel·lícula, va recordar: "Estava al costat d'aquesta noia que es deia Mary Millington, i ella i jo vam xerrar molt bé juntes... i després vam anar al pub a dinar, durant el rodatge d'això, i algú va dir "ella és una estrella porno", i vaig dir "No entenc què vols dir" i ell va dir "porno, p-o-r-n-o" i em va dir "ella està nua i fa de tot en aquestes pel·lícules, però era encantadora i així que vaig conèixer la meva primera estrella porno".
El 1978 li van oferir aparèixer en una pel·lícula de porno dur anomenada Love is Beautiful, que havia de ser dirigida per Gerard Damiano. No obstant això, malgrat que Millington i Damiano es van fotografiar junts al Festival Internacional de Cinema de Canes d'aquell any, la pel·lícula (que hauria estat produïda per Oppidan Films de  David Grant) mai es va materialitzar. Elss possibles coprotagonistes podrien haver estat Harry Reems, Gloria Brittain i Lisa Taylor. Aquell mateix any va complir 33 anys i es va trobar reemplaçada per models més joves a les revistes de Sullivan.

## Darrers anys i mort
Millington havia patit neurosi i depressió, que es va veure agreujada pel seu hàbit de consumir cocaïna. La mort de la seva mare als 62 anys el 17 de maig de 1976, després de més de 10 anys de lluita contra el càncer, també la va afectar profundament, i el seu comportament es va fer impredictible, cosa que la va portar a trencar amb Sullivan. El març de 1978 va deixar de treballar a la sex-shop Whitehouse de Sullivan a Norbury i va obrir la seva pròpia sex-shop a Tooting anomenada Mary Millington's International Sex Center. Va començar a passar més temps treballant a la seva pròpia sex-shop, venent material il·legal. La policia va assaltar la botiga en nombroses ocasions, i va afirmar que la policia la va amenaçar i la va obligar a pagar diners de protecció. En el passat havia criticat públicament les batudes policials a les sex-shop i va publicar les adreces i els números de telèfon de Scotland Yard, fel Director de Fiscalia Pública i de Membres de Parlament a les seves revistes. La seva vida va començar una espiral descendent cap al consum de drogues i la depressió després de les batudes a la seva botiga. Uns mesos abans de la seva mort, havia rebut una gran factura d'impostos que no va poder pagar. La seva cleptomania es va fer més pronunciada l'últim any de la seva vida amb detencions per robatori al juny de 1979, i de nou per robar un collaret el dia abans de la seva mort.
Millington va morir per suïcidi als 33 anys, per una sobredosi d'antidepressius tricíclics anafranil, paracetamol i alcohol la seva casa a Walton-on-the-Hill, Surrey. El seu marit la va trobar morta al seu llit el 19 d'agost de 1979. Ella va deixar quatre notes de suïcidi que es van trobar a prop del seu cos. En una d'elles havia escrit: "La policia m'ha tornat a incriminar. M'espanten tant. No puc afrontar la idea de la presó... El recaptador nazi també ha acabat amb mi." En una altra nota, al seu advocat Michael Kaye (publicat en part a la revista Private núm. 59), Millington va escriure "la policia m'ha matat amb les seves amenaces... la policia ha fet de la meva vida una misèria amb trampes. L'home d'impostos m'ha perseguit tant: faré fallida, no hno tinc res de les 200.000 £ que em demana. És un maníac religiós". En una altra nota, a David Sullivan, va escriure: "Si us plau, imprimiu a les vostres revistes quant vull que es legalitzi el porno, però la policia m'ha colpejat".
Millington va ser membre de la Campanya Nacional per a la Reforma de les Lleis de Publicacions Obscenes (NCROPA) i va encoratjar els seus lectors a exigir l'abolició de les lleis. Després de la seva mort, el fundador de NCROPA David Webb va escriure: "Mary era una persona estimada i amable i vam admirar molt la seva valentia per enfrontar-se al fanatisme i la repressió que encara impregnen l'establiment d'aquest país. Òbviament, va tenir grans pressions sobre ella com a resultat i no hi ha dubte en la meva ment que aquestes deuen haver contribuït amb aquesta tragèdia."
Va ser enterrada a St Mary Magdalene Church, a South Holmwood, Surrey marcada per una làpida de granit gris que porta la seva casada. nom. Està enterrada a la mateixa tomba que la seva mare, Joan Quilter, que va morir el 1976.

## Llegat
Millington ha estat descrita com una de les "dues estrelles de cinema sexual britànic més populars dels anys setanta", l'altra és Fiona Richmond. David Sullivan la va descriure com "l'única un símbol sexual realment desinhibida i natural que la Gran Bretanya va produir mai i que va creure en el que va fer". Entre 1975 i 1982 sempre es va produir almenys una de les pel·lícules de Millington al West End de Londres.
L'any 1980 es va estrenar una pel·lícula pòstuma sobre la seva vida, titulada Mary Millington's True Blue Confessions. El 1996 Channel Four li va projectar un homenatge titulat Sex and Fame: The Mary Millington Story, amb una entrevista amb David Sullivan.
Vint anys després de la seva mort, l'autor i historiador del cinema Simon Sheridan va posar la vida de Millington en context a la biografia Come Play with Me: The Life and Films of Mary Millington. Es pot trobar més informació sobre la seva carrera al llibre de seguiment de Sheridan Keeping the British End Up: Four Decades of Saucy Cinema, la quarta edició del qual es va publicar l'abril de 2011.
El 2004, la prominència de Millington va ser reconeguda per la seva inclusió al Oxford Dictionary of National Biography, editat de Colin Matthew i Brian Harrison. La seva entrada va ser escrita per Richard Davenport-Hines.
El 2008 es va celebrar a Londres una exposició del treball del desaparegut fotògraf Fred Grierson, que incloïa diverses fotografies poc vistes de Millington fetes per Grierson als Strobe Studios de June Palmer a principis dels anys setanta.
A finals de 2009, va ressorgir una còpia de 8 mm d'un dels seus primers curtmetratges de John Lindsay Special Assignment. No vista des de principis dels anys 70, es va transferir posteriorment a DVD. Dos anys més tard, el 2011, Wild Lovers, una altra pel·lícula de 8 i mm protagonitzada per Millington, també es va localitzar i es va transferir de 8 mm a DVD.
Una discoteca de Liverpool porta el seu nom. Es commemora en una placa blava al lloc de l'antic cinema Moulin al Great Windmill Street, Soho per la seva aparició a Come Play with Me. La pel·lícula figura al Guinness World Records com a projectada contínuament durant 201 setmanes, des d'abril de 1977 fins a març de 1981, la qual cosa la converteix en la pel·lícula britànica més projectada. La validesa d'aquest disc i de la placa blava ha estat qüestionada per l'historiador del cinema Allen Eyles, qui diu que Come Play with Me va durar 165 setmanes i que la pel·lícula més llarga de Gran Bretanya va ser South Pacific que va durar quatre anys i vint-i-dues setmanes. Tanmateix, Come Play With Me segueix sent una de les pel·lícules més llargues de la història del cinema britànic.
Mary era obertament bisexual i afirmava que li agradava més el sexe lèsbic.

## Filmografia
- Miss Bohrloch (curtmetratge, 1970)
- Oh, Nurse! (curtmetratge, 1971)
- Special Assignment (short 1971)
- Oral Connection (curtmetratge, 1971)
- Betrayed (curtmetratge, començament 1970s)
- Love Games (curtmetratge, començament 1970s)
- Wild Lovers (curtmetratge, començament 1970s)
- Party Pieces (curtmetratge, començament 1970s)
- Secrets of a Door-to-Door Salesman (1973)
- Response (aka Go Down, My Lovely) (curtmetratge, 1974)
- Sex is My Business (aka Sex Shop) (curtmetratge, 1974)
- Eskimo Nell (1974)
- Erotic Inferno (1975)
- Private Pleasures (rodada a Suècia, 1975)
- Keep It Up Downstairs (1976)
- I'm Not Feeling Myself Tonight (1976)
- Intimate Games (1976)
- Come Play with Me (1977)
- The Playbirds (1978)
- What's Up Superdoc! (1978)
- Confessions from the David Galaxy Affair (1979)
- Queen of the Blues (1979)
- The Great Rock 'n' Roll Swindle (pòstuma, 1980)
- Mary Millington's True Blue Confessions (pòstuma, 1980)
- Mary Millington's World Striptease Extravaganza (pòstuma, 1981)
- Sex and Fame: The Mary Millington Story (TV documental, 1996)
- Respectable - The Mary Millington Story (cinema documental, 2015)